# アイ・ウィル
「アイ・ウィル」（I Will）は、ビートルズの楽曲である。1968年に発売された9作目のイギリス盤公式オリジナル・アルバム『ザ・ビートルズ』に収録された。レノン＝マッカートニー名義となっているが、ポール・マッカートニーによって書かれた楽曲。マッカートニーのボーカルとギター、「口ベース」を主体としたバラード。
イギリスやアメリカではシングル・カットされなかったが、フィリピンではシングル『オブ・ラ・ディ、オブ・ラ・ダ』のB面曲としてシングル・カットされた。

## 背景
「アイ・ウィル」は、1968年2月から4月にかけてインドのリシケーシュに滞在していた時期に書かれた楽曲の1つだった。1968年春の段階でメロディはできていたが、歌詞はまだ出来上がっていなかった。マッカートニーは、同じくインドに滞在していたドノヴァンに曲を聴かせ、それに合った歌詞を考え出そうと試み、ドノヴァンは「月」を題材にした歌詞を考えたが、これには満足することはなかった。インドからの帰国後、5月にイーシャーにあるジョージ・ハリスンの自宅で、後に発売されたアルバム『ザ・ビートルズ』のデモをまとめる作業が行われたが、この時点でも未完成であったため、本作が採り上げられることはなかった。この4か月後にマッカートニーは歌詞を書き上げた。
本作について、マッカートニーは「今も自分が書いたメロディの中で、最も気に入っているものの1つ」と語っている。

## レコーディング
「アイ・ウィル」のレコーディングは、1968年9月16日にEMIレコーディング・スタジオのスタジオ2で開始され、翌日にオーバー・ダビングが行われた。ベーシック・トラックは67テイクで録音された。なお、ジョージ・ハリスンは本作のセッションに参加していない。
本作のレコーディングにおいて、リンゴ・スターとジョン・レノンはパーカッションを演奏した。スターはスネアドラムのリムショットでリズムを刻み、控えめにシンバル、キックドラム、タムタムも使用された。一方レノンは、時折マラカスを振りながら、スカル（打楽器の一種）を叩いてリズムを刻んだ。同日にレコーディングされたテイク1は、1996年に発売された『ザ・ビートルズ・アンソロジー3』に、テイク3は2018年に発売された『ザ・ビートルズ (ホワイト・アルバム) 〈スーパー・デラックス・エディション〉』に収録された。
テイク19とされているテイクでは、ジャム・セッションが行われた。これは後に「Can you take me back?」と題され、「クライ・ベイビー・クライ」終了後に付け加えるかたちで収録された。この他にも「ロス・パラノイアス」、「ステップ・インサイド・ラヴ」、「ブルー・ムーン」、「The Way You Look Tonight」も演奏された。これらの楽曲のうち、「ステップ・インサイド・ラヴ」と「ロス・パラノイアス」は、1996年に発売された『ザ・ビートルズ・アンソロジー3』に収録され、2018年に発売された『ザ・ビートルズ (ホワイト・アルバム) 〈スーパー・デラックス・エディション〉』には、「The Way You Look Tonight」以外の3曲が収録された。
テイク29では、マッカートニーがアドリブで「I will」の部分を「I won't」と歌い、それに対してレノンが「Yes you will」と返答して、演奏が中断している。このテイクも2018年に発売された『ザ・ビートルズ (ホワイト・アルバム) 〈スーパー・デラックス・エディション〉』に収録された。
テイク65の後に、レノンは「これで決まりだ、違うか？」と尋ねた。このレコーディングは8トラック・レコーダーに移されたのち、テイク68とナンバリングされた。
9月17日にマッカートニーは、トラック5に口真似したベースのパートを録音し、ミドルエイトと最後のセクションにマラカスが追加された。なお、マッカートニーはこの時に12弦ギターでいくつかフレーズを演奏している。
1968年9月26日にモノラル・ミックス、10月14日にステレオ・ミックスが作成された。なお、モノラル・ミックスとステレオ・ミックスとでは差異があり、マッカートニーによるスキャット・ベースがステレオでは冒頭から入っているが、モノラルでは2番目のヴァースから入ってくる。いずれのミックスもミドルエイト以降、マッカートニーのリード・ボーカルにADTがかけられた。

## リリース・評価
「アイ・ウィル」は、1968年11月22日にアップル・レコードから発売されたオリジナル・アルバム『ザ・ビートルズ』のB面8曲目に収録された。楽曲中では南アメリカを思わせるリズムが取り入れられており、マッカートニーは1968年のラジオ・ルクセンブルクでのインタビューで「ハンブルクで巡業をしていた僕たちは、一晩中ロックを演奏していたわけじゃない。『マンボをやれ。ルンバはできるのか？』なんて言ってくる勤め人達もいたからね。ずっと『いや、できない』と言ってるわけにもいかなかったから、僕らも少しばかりマンボやルンバを演奏するようになった。だからこの手の曲には、ラテンアメリカのロマンティックな『イパネマの娘』みたいなところがある」と語っている。
アルバム『ザ・ビートルズ』の発売50周年に連動して、『インデペンデント』誌のジェイコブ・ストールワーシーはアルバムに収録された30曲の中から12位に選出した。ストールワーシーは、本作について「誰もマッカートニーのようなラブソングを簡単に書けないということを証明した楽曲」と評した。

## クレジット
※出典
- ポール・マッカートニー - リード・ボーカル、アコースティック・ギター、「口ベース」
- ジョン・レノン - スカル、マラカス
- リンゴ・スター - ドラム

## カバー・バージョン
- ヒュー・マセケラ - 1970年に発売されたアルバム『Reconstruction』に収録。
- ジョン・ホルト - 1976年に発売されたアルバム『2000 Volts Of Holt』に収録。
- ティム・カリー - 1978年に発売されたアルバム『Read My Lips』に収録[18]。
- アート・ガーファンクル - 1997年に発売されたアルバム『心の詩』に収録[19]。
- タック&パティ - 1998年に発売されたアルバム『Paradise Found』に収録[20]。
- フィッシュ - 2002年に発売されたライブ・アルバム『Live Phish Volume 13』に収録[21]。
- ダイアナ・ロス - 2007年に発売されたアルバム『I Love You』に収録。
- 井上陽水 - 2014年発売のトリビュート・アルバム『アート・オブ・マッカートニー〜ポールへ捧ぐ』に収録後、2015年に発売されたアルバム『UNITED COVER 2』に再録。